# Setsumatsusha
Sessha (摂社 santuario auxiliar?) y massha (末社 subsantuario?), también llamado eda-miya (枝宮 santuario filial?) (colectivamente conocidos como setsumatsusha (摂末社?)) son santuarios sintoístas pequeños o en miniatura que respaldan el cuidado de un santuario más grande, generalmente poseen una profunda conexión con el kami al que se le adora.

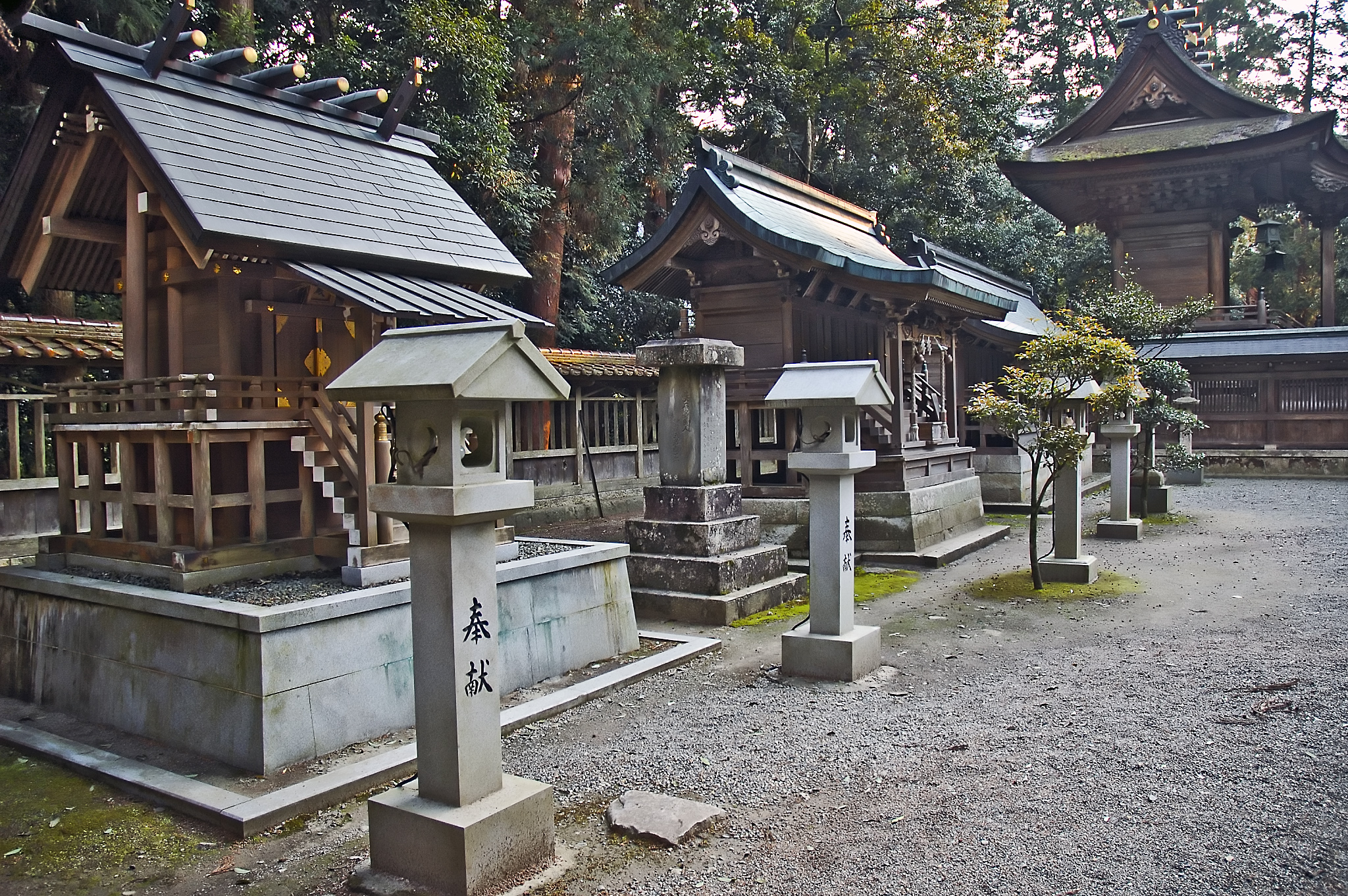
Una hilera de sessha en el Santuario Iwa, prefectura de Hyōgo

Los dos términos legalmente tienen diferentes significados, pero actualmente son sinónimos. Los setsumatsusha pueden estar tanto adentro (境内摂末社 keidai setsumatsusha?) o afuera (境外摂末社 keigai setsumassha?) del santuario principal al cual respalda. Los setsumatsusha usualmente miden 1x1 ken. Sin embargo, pueden ser tan pequeños como colmenas o relativamente largos como 1x2, 1x3 o inclusivem en un caso, 1x7 ken.

## Historia
La tradición de construir santuarios sessha y massha dentro de una jinja antecede a la historia escrita. Los setsumatsusha más antiguos usualmente tienen una fuerte conexión con la historia del área o con la familia del kami que se adora.
Durante el período Heian, el Santuario de Ise hizo una distinción entre los dos tipos presumiblemente basados en la lista Jinmyōchō (sessha) del Engishiki o en la lista Enryaku gishikichō (massha).
Desde la época feudal, otros kami populares como Hachiman, Inari o Gozu Tennō (牛頭天王?) fueron consagrados en los setsumatsusha, pero no había una clara distinción entre los dos tipos de santuario. Desde la era Meiji hasta la Segunda Guerra Mundial, el santuario dedicado a los miembros de la familia de un kami, al lado violento de un kami (荒魂 aramitama?), o al kami de la región donde se ubica el santuario principal, fueron considerados sessha con un rango mayor al resto, que fueron llamados massha. Cuando el sistema de rangos de santuarios shakaku (社格?) fue abolido en 1946, legalmente la distinción desapareció, pero ambos términos son usados coloquialmente.

## Estilo arquitectónico

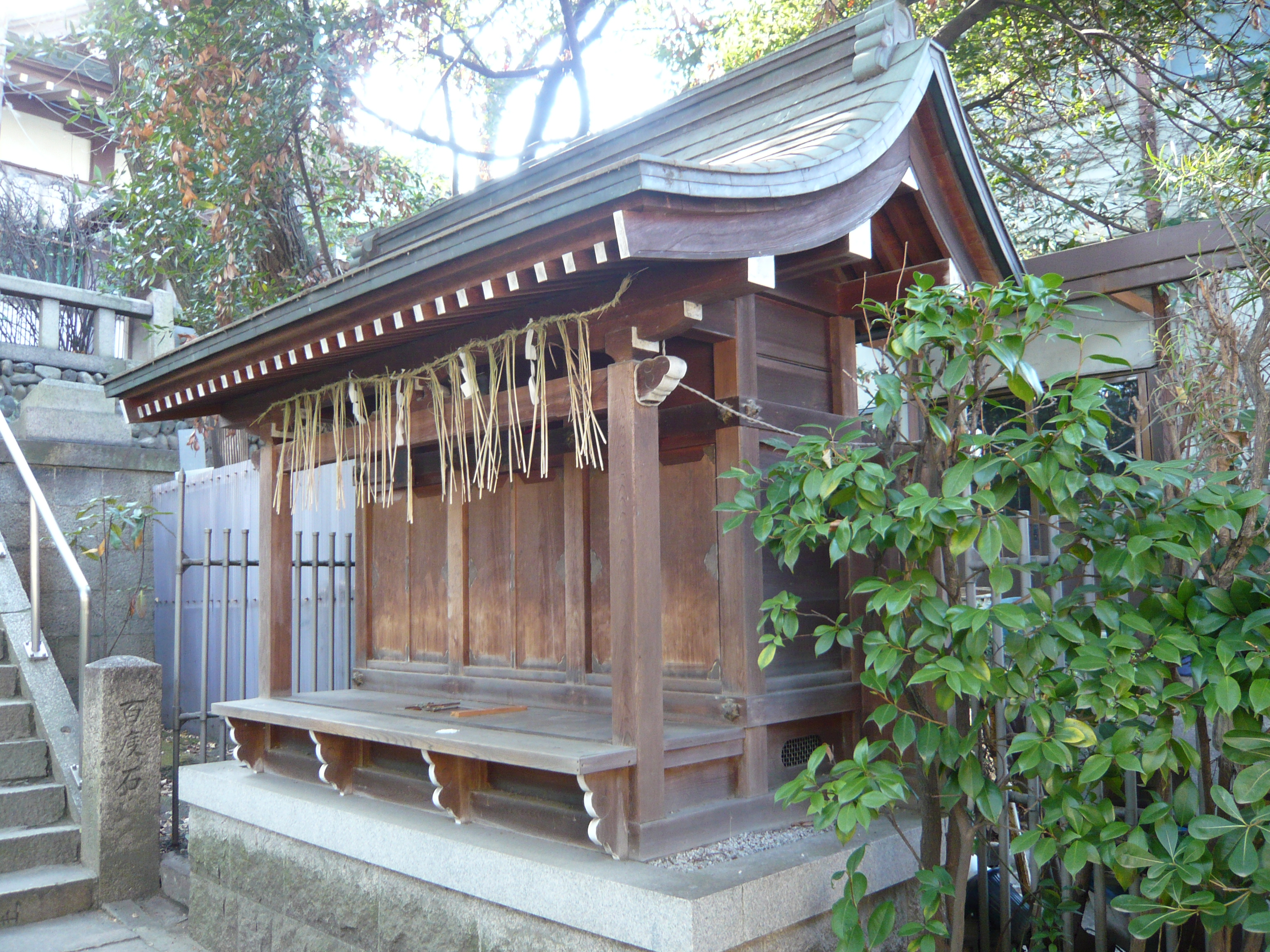
Massha en el Santuario Sankō en Ōsaka

Siendo verdaderos santuarios, los setsumatsusha tienen muchas características con respecto a lo que otros tipos de santuario tienen, incluyendo puertas y a veces escaleras. Sin embargo, el Misedana-zukuri (見世棚造 o 店棚造 estilo escaparate?) es un estilo normalmente usado solamente en los sessha y massha. Como dice su nombre, a diferencia de otros estilos de santuarios, no posee una escalera en su entrada, y la veranda es completamente plana. Sin embargo, puedene tener una escalera miniatura. Pueden ser tener un tsumairi (妻入?), que es la entrada bajo el gablete, o, más frecuente, el hirairi (平入?), que posee la entrada en el lado paralelo del caballete del tejado (ver ejemplos en la galería). Aparte de la ausencia de una escalera, algunos santuarios pueden tener los estilos nagare-zukuri o kasuga-zukuri.

## Ejemplos arquitectónicos

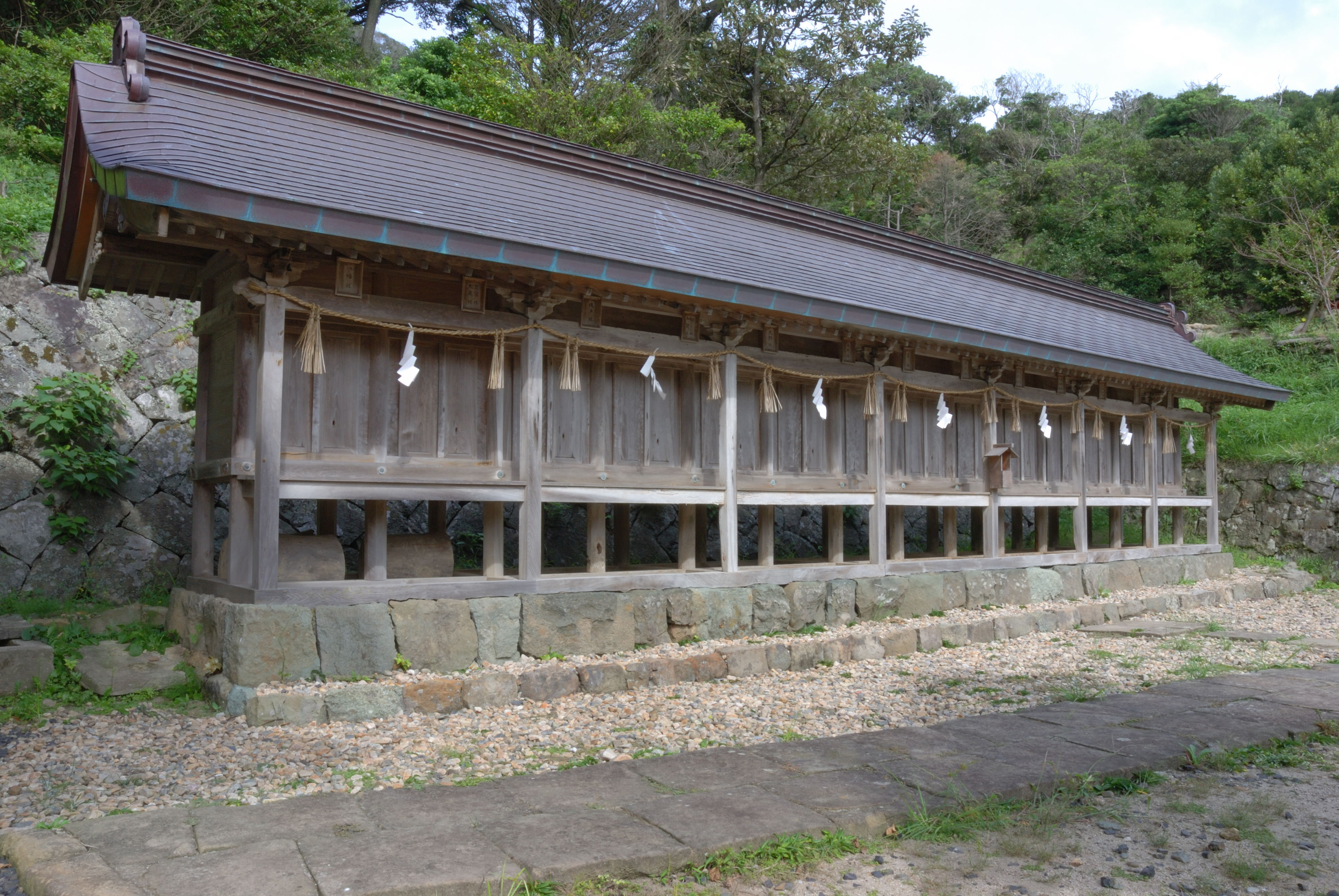
Una sessha larga
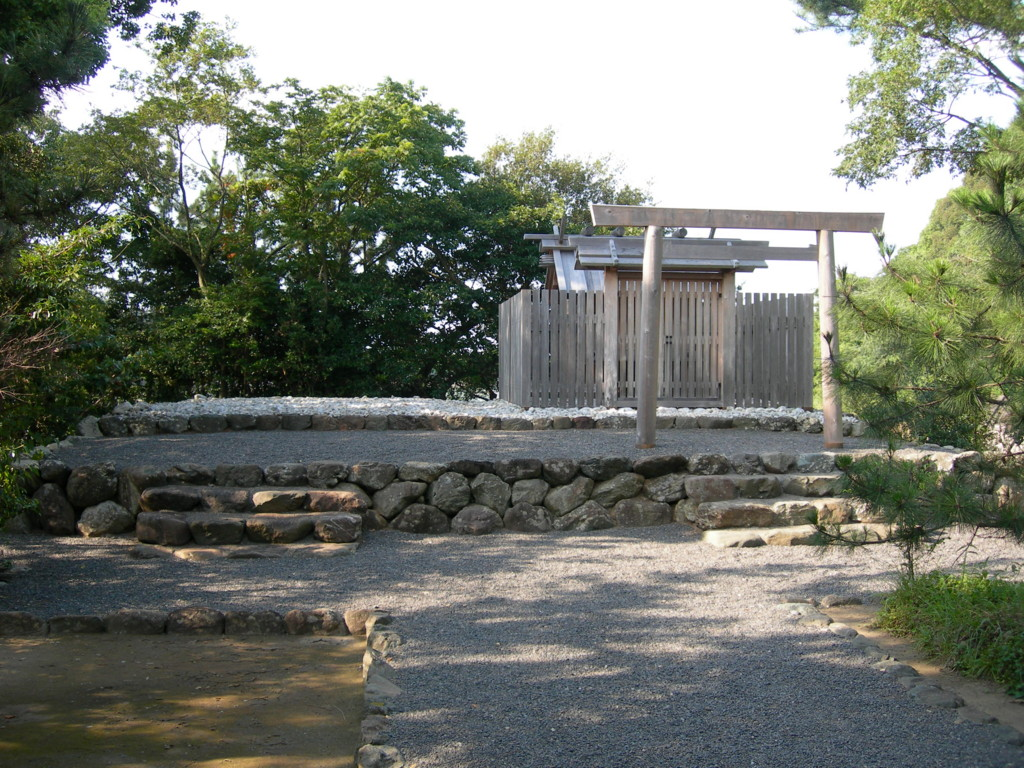
Massha en el Santuario de Ise
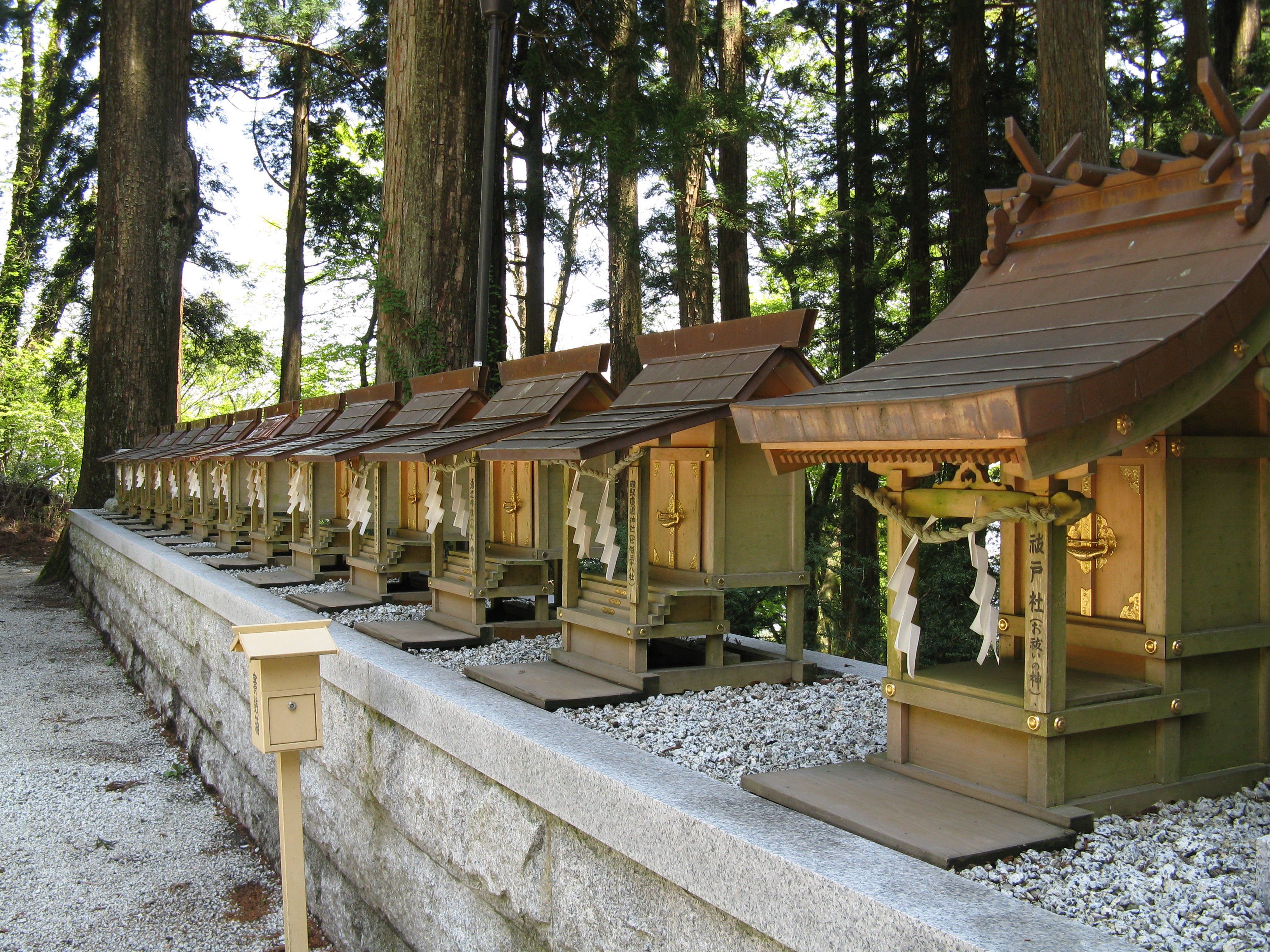
Una hilera de massha
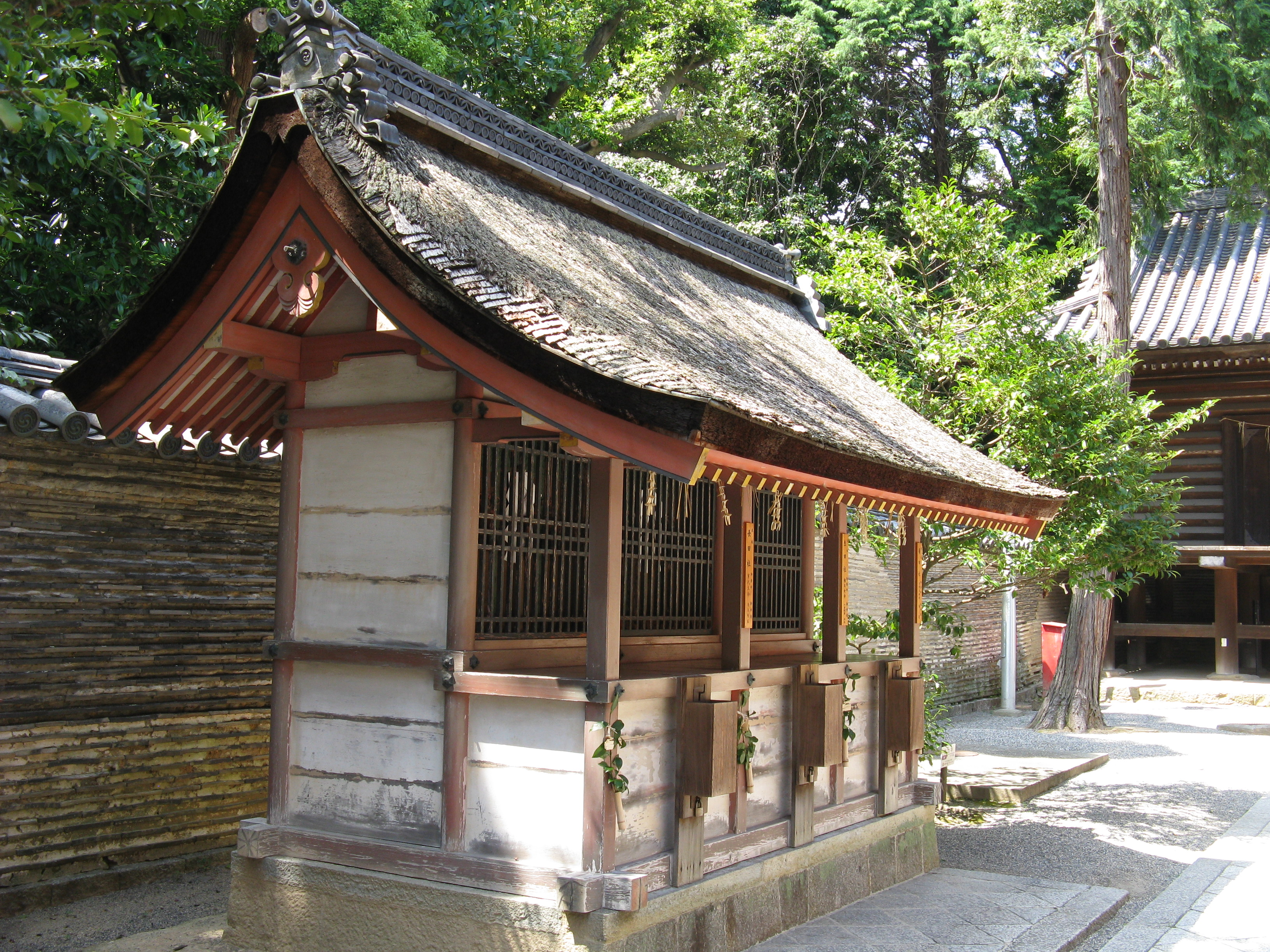
Hirairi sessha
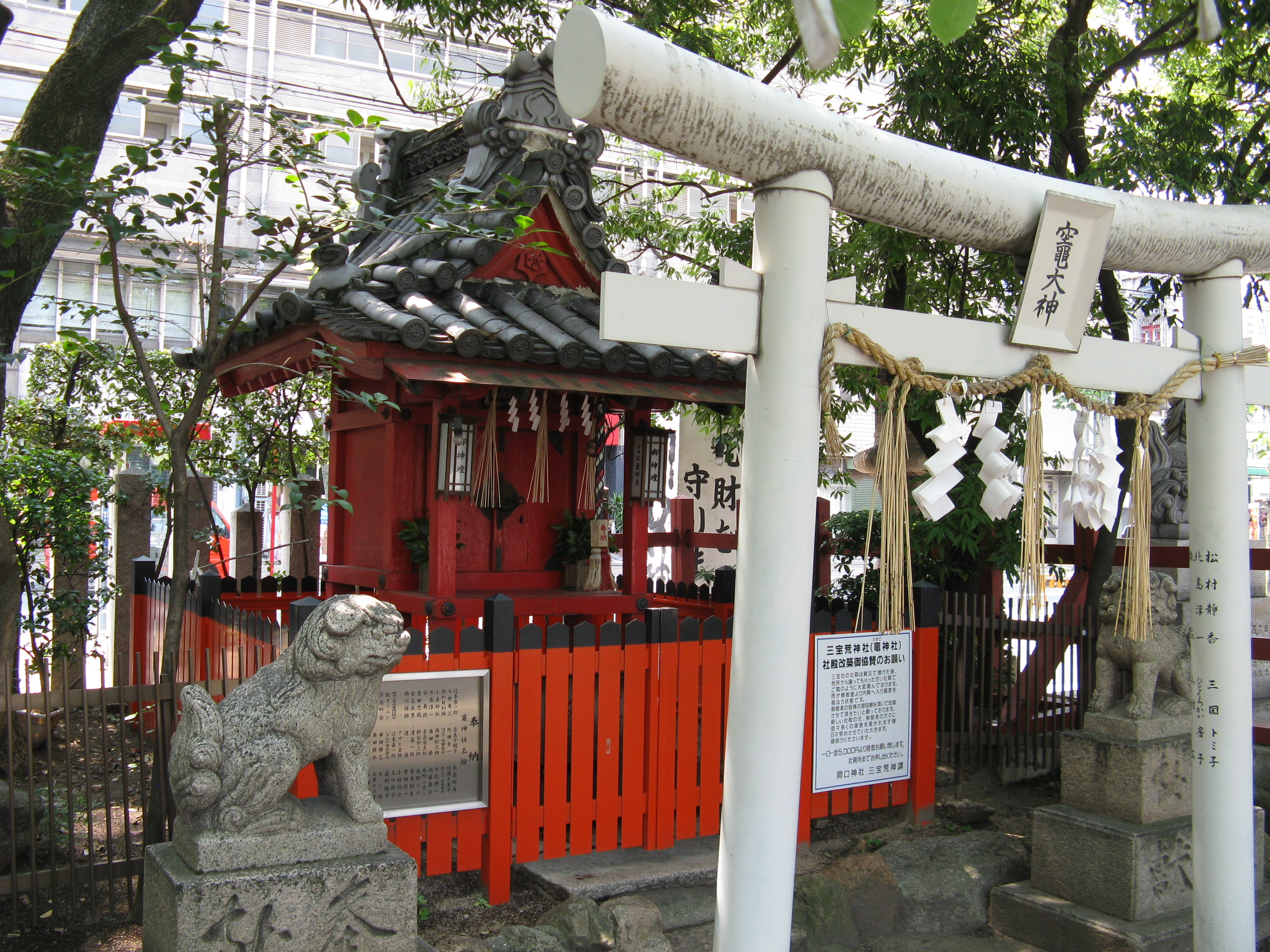
Tsumairi sessha